# 1201
Високе Середньовіччя •  Золота доба ісламу •  Реконкіста •  Хрестові походи •  Київська Русь

## Геополітична ситуація
Олексій III Ангел очолоє Візантію (до 1203). У Німеччині триває боротьба за владу між Філіпом Швабським та Оттоном IV. Філіп II Август править у Франції (до 1223).
Апеннінський півострів розділений: північ належить Священній Римській імперії, середню частину займає Папська область, більша частина півдня належить Сицилійському королівству. Деякі міста півночі: Венеція, Піза, Генуя тощо, мають статус міст-республік, частина з яких об'єднана Ломбардською лігою.
Південь Піренейського півострова в руках у маврів. Північну частину півострова займають християнські Кастилія, Леон (Астурія, Галісія), Наварра, Арагонське королівство (Арагон, Барселона) та Португалія. Іоанн Безземельний є королем Англії (до 1216), а королем Данії — Кнуд VI (до 1202).
У Києві став княжити Інгвар Ярославич (до 1202), Роман Мстиславич княжить у Галицько-Волинському князівстві (до 1205), а Ігор Святославич — у Чернігові (до 1202), Всеволод Велике Гніздо — у Володимирі-на-Клязмі (до 1212). Новгородська республіка та Володимиро-Суздальське князівство фактично відокремилися від Русі. У Польщі період роздробленості. На чолі королівства Угорщина став Імріх I (до 1204).
В Єгипті, Сирії та Палестині править династія Аюбідів, невеликі території на Близькому Сході утримують хрестоносці.
У Магрибі панують Альмохади. Сельджуки окупували Малу Азію. Хорезм став наймогутнішою державою Середньої Азії. Гуриди контролюють Афганістан та Північну Індію. У Китаї співіснують держава ханців, де править династія Сун, держава чжурчженів, де править династія Цзінь, та держава тангутів Західна Ся. На півдні Індії домінує Чола. В Японії триває період Камакура.

## Події
- Галицько-волинський князь Роман Мстиславич захопив Київ, вигнавши звідти Рюрика Ростиславича. За угодою з володимиро-суздальським князем Всеволодом Великим Гніздом київський престол віддали Інгвару Ярославичу.
- Болгарський цар Калоян захопив Варну.
- У Константинополі Іоанн Комнін Товстий здійснив спробу узурпації влади, але зазнав поразки.
- Теобальд I став графом Шампані.
- Засновано місто Ригу.
- У Монголії Джамуха об'єднав навколо себе племена, що протистояли Темуджину, і оголосив себе гурханом, однак війська Темуджина завдали цьому союзу поразки.

## Народились
- Данило Галицький — галицько-волинський князь (п. 1264)
- 17 лютого — Насир ад-Дін Абу Джафар Мухаммад ібн Мухаммад ат-Тусі, азербайджанський учений-енциклопедист
- 9 жовтня — Робер де Сорбон, французький теолог, духовник Людовика IX, засновник богословського коледжу Сорбонна (з 17 ст. — Паризький університет). (п. 1274)
- 9 травня — Тибальд IV Шампанський, граф Шампані (п. 1253)
- Алісія де Туар, герцогиня Бретані (п. 1221)